# Вільгельм Фріц фон Реттіг
Вільгельм Фріц фон Реттіг (нім. Wilhelm Fritz von Roettig; 25 липня 1888 — 10 вересня 1939, Опочно) — німецький офіцер поліції порядку, бригадефюрер СС і генерал-майор поліції.

## Біографія
Реттіг загинув 10 вересня 1939 року приблизно о 14:15 поблизу Опочно, коли його штабний автомобіль на дорозі Іновлодзь-Опочно (нині DW726) потрапив у засідку польських військ 77-го піхотного полку, озброєних важкими кулеметами. Він був убитий влучанням в голову.
За словами польського солдата Леонарда Савоня, у легковому автомобілі було четверо німців; одному вдалося втекти, але решта троє (водій та два офіцери) були вбиті в короткій перестрілці. Одним з них був генерал Реттіг. Поляки втратили одного солдата, а командувач операції, кадет Владислав Давгерт, був убитий.
Реттіг став першим генералом, загиблим у бою під час Другої світової війни. Наступним генералом після Реттіга, який загинув під час Польської кампанії, був польський генерал Юзеф Кустронь, який загинув 16 вересня. Наступним німецьким генералом був Вернер фон Фріч, який загинув 22 вересня.

## Вшанування пам'яті
В 1940/45 роках ім'я Реттіга носила вулиця в Празі.